# Frea flava
Frea flava är en skalbaggsart som beskrevs av Stefan von Breuning 1935. Frea flava ingår i släktet Frea och familjen långhorningar. Inga underarter finns listade i Catalogue of Life.